# Bengt Hafridssons ätt
Bengt Hafridssons ätt är en konventionell benämning på frälsesläkt härstammande från västgötalagmannen Bengt Hafridssons mor Hafrid Sigtryggsdotter (Boberg) och hennes man som möjligen hette Gustav men i övrigt är okänd. Hafrid levde ännu 21.10.1286. Hon var dotter till Sigtrygg Bengtsson (Boberg).
Deras son, riddare Bengt Hafridsson, tidigast nämnd som riddare 1286, lagman i Västergötland mellan 1291 och 1294. Han var riksråd 1291. Hans sätesgård var Agnetorp i Agnetorps socken Vartofta härad.  Bengt Hafridsson dog efter 1307 och är begravd i Varnhems kloster. Hans hustru hette Margareta och levde ännu 1315.
Barn
1. Bryniolf Bengtsson gift med Ingegärd Svantepolksdotter
  1. Knut Bryniolfsson, riddare, riksråd och riksmarsk.
2. Folke Bengtsson
3. Ramfrid Bengtsdotter
4. Katarina Bengtsdotter
5. Kristina Bengtsdotter i Haneström, gift med Knut Jonsson (Tre Rosor) (Tre Rosor till Mörby). [1]

Ätten dog ut i början av 1400-talet.